# Platja de San Cidiello
La platja de San Cidiello és una platja aïllada en forma de petxina, envoltada de penya-segats bastant verticals, està situada en el concejo asturià de Cudillero i pertany a la localitat de Oviñana. Presenta vegetació a la platja i està catalogada com a Paisatge protegit, ZEPA i LIC, i s'emmarca en la Costa Occidental d'Astúries.

## Descripció
Per localitzar la platja cal fer-ho primer amb els dos pobles més propers: Oviñana i Riego de Abajo.
Una vegada localitzat Oviñana cal creuar el poble i arribar al Far de Cap Vidio des d'on es veu perfectament la zona est de la platja i els seus penya-segats així com un grup de petits illots sent el més gran l'anomenat «Ballenato». Si es desitja baixar a la platja cal recórrer una baixada que, gairebé sempre està plena de vegetació. Al final es pot observar la desembocadura d'un rierol.
Per accedir a la platja, després de passar per l'església de Oviñana es pren la desviació que va cap al port «Portiella». Entre la desvición a Portiella i abans d'on la carretera inicia una forta baixada, cal desviar-se per una carretera encara més petita que passa entre un gran nombre de xalets. Des d'allí es veu una línia elèctrica que va la costa; cal dirigir-se a la torre més propera al mar, que es veu bé en l'horitzó proper. Al costat d'ella comença la perillosa baixada que arriba fins al jaç de la platja. No hi ha cap mena de servei i les úniques activitats possibles són la pesca submarina i l'esportiva a canya. Es reitera la dificultat de la baixada, ja que amb freqüència sol estar molt relliscosa.